# カルィク・イマンクロフ
カルィク・イマンクロフ（ロシア語: Калык Иманкулов, ラテン文字転写: Kalyk Imankulov、1963年 - ）は、キルギス共和国の軍人、政治家、チェキスト。元キルギス国家保安庁長官。中将。

## 経歴
ビシュケク市出身。1985年、モスクワ工学物理学大学を優等で卒業。1985年～1988年、キルギス・ソビエト社会主義共和国科学アカデミー・プラズマ研究所初級科学職員。
- 1988年～1989年 - ソ連国家保安委員会（KGB）ミンスク高等課程
- 1989年～1991年 - ソ連KGBの将校
- 1991年～1992年 - Yu.アンドロポフ名称KGBモスクワ赤旗大学
- 1992年～1993年 - 株式会社「バカイ」の技術プロジェクト課長、「ヴォストーク」社長
- 1993年～2001年 - 関税機関で働き、ビシュケク税関副所長から国家関税監察局第1次官までを歴任した。
- 2001年1月11日～11月 - 財務省附属国家関税監察局長官
- 2001年11月～2002年1月18日 - 国家保安庁次官
- 2002年1月18日～2005年3月26日 - 国家保安庁長官

## パーソナル
妻帯、2男2女を有する、